# جون سبنسر (سياسي)
جون سبنسر (بالإنجليزية: John Spencer)‏ هو سياسي أمريكي، ولد في 17 نوفمبر 1946 في يونكيرس في الولايات المتحدة. حزبياً، نشط في الحزب الجمهوري. وقد انتخب عمدة يونكيرس (1996 – 2004).